# True Kings of Norway
True Kings of Norway ist eine Kompilation früher EPs der norwegischen Black-Metal-Bands Emperor, Immortal, Dimmu Borgir, Ancient und Arcturus. Sie erschien im Jahr 2000 bei Spikefarm Records.

## Entstehung und Veröffentlichung
Die Original-EPs (As the Shadows Rise von Emperor, Immortal von Immortal, Inn i evighetens mørke von Dimmu Borgir, Det glemte riket von Ancient und My Angel von Arcturus) erschienen zwischen 1991 und 1994, während der so genannten zweiten Welle des Black Metal. Sie waren frühe Veröffentlichungen der Bands, die z. T. stilprägend für das Genre werden sollten, und galten Ende der 1990er als gesuchte Raritäten. Spikefarm Records versammelte die EPs im Jahr 2000 auf einer CD, in deren Beiheft Cover, Informationen zu Besetzungen und eine Art Stammbaum norwegischer Black-Metal-Bands abgedruckt waren.

## Titelliste
Emperor · As the Shadows Rise
- The Ancient Queen – 3:41
- Witches Sabbath – 5:56
- Lord of the Storms (Evil Necro Voice from Hell Remix) – 1:57

Immortal · Immortal
- Diabolical Fullmoon Mysticism – 0:40
- Unholy Forces of Evil – 4:27
- The Cold Winds of Funeral Frost – 3:44

Dimmu Borgir · Inn i evighetens mørke
- Inn i evighetens mørke (Part 1) – 5:25
- Inn i evighetens mørke (Part 2) – 2:07
- Raabjørn speiler draugheimens skodde – 5:03

Ancient · Det glemte riket
- Det glemte riket – 6:53
- Huldradans – 5:56

Arcturus · My Angel
- My Angel – 5:55
- Morax – 6:25

## Rezeption
Immortals Bassist Iscariah (der nicht an den hier wiederveröffentlichten Aufnahmen beteiligt war) bezeichnete den Herausgeber der CD als „irgendein Arschloch“ und True Kings of Norway als Bootleg, das die ganze Idee hinter der Single zerstört habe; „jemand da draußen“ profitiere von der Arbeit der Band und habe „nicht mal den Anstand, uns darüber zu informieren oder uns eine CD zuzusenden. Das ist einfach nur respektlos uns gegenüber.“
Wolf-Rüdiger Mühlmann vom Rock Hard bezeichnete die Wiederveröffentlichung dieser vergriffenen, „wichtigen Bestandteile nordischer Black Metal-Kunst“ als sinnvoll und die Anschaffung als lohnend. Der Autor einer Kritik bei metal.de, der als ehemaliges Mitglied der Redaktion geführt und nicht namentlich genannt wird, äußerte sich ambivalent zum Sinn dieser Veröffentlichung:

„Ob sie die wahren König [sic!] Norwegens sind, sei mal dahingestellt. Zumindest im Black Metal haben alle auf dieser Sammlung vertretenen Band eine Ausnahmestellung und haben die Stilrichtung maßgeblich mitgeprägt oder gar mit begründet. […] Für viele mag diese Sammlung dann auch ein wenig archaisch, gar obsolet erscheinen, doch für Nostalgiker dürfte ‚True Kings Of Norway‘ einige Erinnerung wachrufen, als Black Metal noch kein Verkaufsschlagwort war und die Bands noch authentisch wirkten.“